# صدمة نفسية
مصطلح الصدمة النفسية (أو الجرح النفسي) يشير في علم النفس إلى حدوث ضرر أو أذى إلى العقل بسبب حالة من الكرب والتوتر الشديدين. في الطب تعني هذه الكلمة جرحا بسبب حادث أو بفعل عنف أي اعتداء أو جعل هذا الإنسان يفعل شيء بدون إرادته غصباً عنه. بالتماثل مع ذلك يسمى في علم النفس الهزة النفسية القوية الناتجة عن حالة صدمة نفسية بالجرح النفسي. لا يستخدم هذا المصطلح بشكل موحد حيث قد يشير إلى الحادث المسبب كما يمكن ان يشير إلى الاعراض أو المعاناة الداخلية.
الحوادث المؤلمة قد تكون على سبيل المثال الكوارث الطبيعية أو الاختطاف أو الاغتصاب أو حوادث أخرى مع جراحة جدية وخطيرة. يمكن لهذه الأحداث ان تؤدي عند الأشخاص إلى ظهور حالات الشد والتوتر العنيفة أو مشاعر العجز أو الرعب والخوف والعصبية الزائدة والكتمان بالداخل أي الصبر ومحاولة الهرب. غالباً ما تهدأ حالات الخوف والإجهاد والتوتر هذه من تلقاء ذاتها. في حالات خاصة عند بقاء الإجهاد والتوتر لمدة طويلة بالترافق مع عدم إمكانية المعالجة الكافية يمكن لها ان تؤدي لتشكل أعراض نفسية مكثفة. عند حوالي الثلث من المصابين يضاف للذكريات المؤلمة والأوهام أي الأشياء الذي يصورها هذا الشخص لنفسه وما فعله بدون رغبته لحادث الصدمة النفسية، الإصابة بالأمراض النفسية، التي تعني المزيد من المعاناة. أشهر هذه الامراض ما يسمى باضطراب الكرب التالي للصدمة النفسية. كما يمكن لأمراض نفسية أخرى بعد الصدمة ان تظهر وقد يتعقد المرض وتزداد حالته سوءاً أكثر.
يتم المبالغة باستخدام مصطلح الصدمة النفسية في اللغة العامية، حيث كثيراً ما يستخدم هذا المصطلح بالترافق مع كل التجارب الحياتية السلبية أو المؤلمة أو الذي يصورها هذا الشخص لنفسه وتعرف بالأوهام ولا وجود لأشياء مؤلمة أو سلبية أي قد تكون واقعية بسبب حدوث اعتداء أي اغتصاب أو تهيؤات. في المصادر العلمية لعلم النفس أو المصادر الطبية يصاغ هذا المصطلح ليدل بشكل أضيق على الحوادث التي يمكن أن تنجم عنها حالات اضطراب نفسي.
الصدمة النفسية تشكل المادة العلمية لعلم الصدمة النفسية Psychotraumatology.
و مرض الصدمة النفسية من أخطر الأمراض النفسية التي تأخذ وقتاً طويلاً ليتم التعافي منها.

## تعاريف
- المؤلفان الألمانيان فيشر وريدسر يعرفان الصدمة في (الكتاب التعليمي لعلم الصدمة النفسية)[1] على النحو التالي:

تناقض حيوي بين تهديد العوامل الظرفية والامكانيات الفردية للتغلب عليها، التي ترافقها مشاعر العجز والإستسلام الأعزل وهكذا تتسبب في اهتزاز فهم الذات والعالم.(عند المصاب)
- نظام التصنيف الطبي التصنيف الدولي للأمراض انظر المصدر [2] وطرق التشخيص المتعلقة به، تصف معايير الصدمة النفسية كما يلي:

حادث مجهد أو حالة مرهقة على مدى مدة طويلة أو قصيرة من الزمن، مع قدر من التهديد ذي طابع إستثنائي أو كارثي، من شأنه التسبب باليأس عند كل شخص تقريبا. على سبيل المثال كوارث طبيعية، أو كوارث كبيرة يتسببها أناس، أو كوارث من صنع الإنسان، مهام قتالية، حوادث كبيرة وخطيرة، مشاهد الموت العنيف لاشخاص آخرين، أو كون المرء من ضحايا التعذيب أو الإرهاب أو الاغتصاب أو جرائم أخرى.
- الدليل الأمريكي للتشخيص وإحصاء الاضطرابات النفسية الدليل التشخيصي والإحصائي للاضطرابات النفسية-TR ترى ان معايير الصدمة النفسية متوفرة إذا تواجدت هذين الجانبين
  - 1- إذا ادرك الشخص أو واجه حادثة أو عدة حوادث، شكلت تهديدا أو مواجهة للموت، أو شملت تهديدا أو مواجهة لسلامته الشخصية أو أشخاص آخرون
  - 2- إذا تضمنت ردة فعله فزعا شديدا أو العجز أو الرعب.

ملاحظة: عند الأطفال يعبر ذلك عن نفسه بتشوش التصرفات أو الحراك المرضي العنيف والسريع agitation.

## الأحداث المؤدية للصدمة النفسية
الأحداث التي غالبما تؤدي إلى صدمة، هي على سبيل المثال:
الكوارث الطبيعية والحروب والمهام القتالية، والتعذيب، والطرد أو التهجير، الهجوم الإرهابي، والاغتصاب،
والحوادث (اليومية) مع إصابات جدية وخطيرة، والصدمات النفسية الناجمة عن التدخلات الطبية،
والاعتداء أو العنف الجنسيين، ومشاهدة حالات الموت العنيف لآخرين، وموت الوالدين في مرحلة الطفولة،
خسارة أحد الأحبة أو خسارة أحد الأطفال، والإصابة بالأمراض التي تهدد الحياة في مرحلة الطفولة،
الإهمال العاطفي الواضح أو الإهمال الجسدي الجلي في الطفولة...
ولكن حتى الأحداث التي تبدوا أقل مأساوية قد تتسبب لسوء الطالع في أن الشخص يجد نفسه في حالة من العجز الشديد بحيث لا يمكنه تصدي أو تجاوز هذه الحالات بإمكانيته الذاتية. من الأمثلة التي يمكن ذكرها هنا: الاعتداء أو الهجوم الكبير على الشخص، الاستغلال والتلاعب لمدة طويلة، البلطجة والترهيب، الإساءة العاطفية، العقاب البدني، حالات الانفصال والطلاق، التعامل مع حالات الصدمة كمساعد، أو حالات الولادة الصادمة.
للإجابة عن السؤال هل ان هذه الحالات تؤدي للإصابة بصدمة نفسية فان ذلك لا يتعلق فقط بالعوامل الخارجية بل يتعلق وبشكل قوي بالمعايشة الداخلية لهذه الأحداث. إذا كان ضحية انهيار (مباني) في قناعة أكيدة ان فرق الإنقاذ سوف يصلون إليه سوف لن يكون في حالة من الخوف المميت وسوف لن يكون بمستوى من الإجهاد، كما هي حالة ضحية يشعر بالوحدة وفقدان العون التام والذي لا يدرك ان إجرائات الإنقاذ قد بدئت توا. الطبيب المتعود من خلال تأهيله المهني على معاينة حالات الجراح الخطيرة يكون عند مشاهدته حوادث السير الخطيرة بمنأى عن الولوج في حالة من العجز، بل ويكون من خلال تماسه الشخصي بمرافقة زملائه في دراسة الطب قد تمرن، كيف أن ينأى بنفسه من السقوط في معانات الناس، لكي يتسنى له‌ ان يتعامل مع هذه الحوادث بشكل صحيح ويختار الكلمات المناسبة ولكي يقرر ويصنف بذلكم الحالة بشكل سريع. سوف لن تطغي عليه حالة عجز عن النطق بسبب المشاهد المرعبة في مكان الحادث ولا حالة من مشاعر العجز أمام هذه الصور. حول السؤال فيما إذا كانت ردة الفعل اللاحقة للشخص الناجمة عن حالة صادمة، ستشكل اضطرابا أو سيكون إزاء الإصابة بمرض نفيسي، فإن ذلك يتعلق غالبا بالإمكانايات الذاتية للتصدي وعوامل عديدة أخرى. مع ذلك هنالك أحداث تنجم عنها على الأغلب مرض نفسي. جميع اللذين يتعرضون للتعذيب تقريبا لا يمكنهم التعافي وحدهم تلقائيا، ومجرد ربع المغتصَبون (بفتح الصاد) يمكنهم الشفاء ذاتيا.

## مدى الصدمة
إن مخاطر الاضطرابات ما بعد الصدمة النفسية، ودرجة ثقل المرض، تتعلق بعدة عوامل
عوامل الخطر وعوامل الحماية
كعوامل خطر يمكن إدراج: حالات صدمات نفسية سابقة (مثل تكرر التعرض للإساءة والاعتداء في مرحلة الطفولة)، صغر السن اثناء الصدمة النفسية، درجة التأهيل الدراسي والجنس: ذكر أم انثى.
مع ذلك تسهم هذه العوامل إلى حد أقل بكثير في الصدمة النفسية اللاحقة، مما تفعلها عوامل الحدث لذاتها ومما تفعلها العوامل المؤثرة لما بعد الصدمة النفسية الفعلية.
عوامل الحدث
كلما كانت وطئة الوضع أكبر (مثل مدى الضرر أو عدد الوفيات) كلما كانت احتمالات اضطرابات ما بعد الصدمة النفسية أكثر. كما ان إستمرار حالة الصدمة النفسية لمدة أطول (مثل تكرار الاعتداء الجنسي في داخل العائلة) مقارنة بحالة حادثة صدمة نفسية لمرة واحدة (مثل حادث سكة حديد)، التكرار هذا يزيد من احتمالات اضطرابات ما بعد الصدمة النفسية.
يطلق على الصدمة التي كان سببها حدثا قصيرا نوعا ما، ومرة واحدة بصدمة من النوع الأول Typ-I،
ويشار للصدمات المتكررة ولأمد أطول على أنها صدمة من النوع الثاني Typ-II.
علاوة على ذلك، حالات الصدمة التي يتسببها إنسان (على سبيل المثال الاغتصاب، والتعذيب) تؤثر بشكل أسوأ من الصدمة التي كانت أسباب وقوعها مصائب (على سبيل المثال الكوارث الطبيعية، حوادث السير). كما وجد في حالات الاعتداء الجنسي على الأطفال، بأن الفتيات المغتصبات من قبل والدهن، كانت اعراض الكآبة لديهن أكثر. وبأن الحالات التي، وصف فيها الاعتداء بعد كل ذلك، كشكل من اشكال الملاطفة والمودة، تتشكل عند المصابات فيها اعراض مرضية أشد.
العوامل الشخصية
ليس فقط شدة المعايشة الخارجية (أو العامل الموضوعي) لآثار الحوادث المسببة للصدمة النفسية يشكل اهمية، بل يشكل بشكل خاص، قدرات التعرف أو الإدراك الحسي إدراك حسي (أو العامل الذاتي) اهمية.
رد الفعل الأولي
ردة فعل الفرد خلال حدث الصدمة، أو مباشرة بعد ذلك بمدة قصيرة، تسمح بالتنبؤ على نطاق محدود بشدة اضطرابات مابعد الصدمة. إذا أمكن لضحية الاغتصاب أو التعذيب على سبيل المثال من المحافظة على قدر ولو ضئيل من الإستقلالية، لكانت الأعراض عنده أقل وطئة من ضحية مسلوبة الإرادة قد مالت إلى الاستسلام. ان وصول الامر إلى التفكك تفارق (علم النفس) (بروز ظاهرة الاغتراب والاكتئاب) أثناء الحدث الصادم، يزيد من حجم الصدمة النفسية.
الامكانيات واشكال الدعم الصحي
الدعم المقدم من البيئة الاجتماعية والاعتراف بالضحية كضحية يمكن أن يكون له تأثير إيجابي على مسار اضطراب ما بعد الصدمة. كما انه ومن المفيد لو كان المصدومون لديهم وسائل الاندماج ليتمكنوا من التواصل حول ما جرى لهم (الانفتاح أوالمكاشفة). يمكن الإشارة هنا إلى إنشاء نفساني تم تطويره من قبل آرون انتونوفسكي 1987 للعمل من اجل تماسك الشعور. هذا الإنشاء يمكن فهمه على شكل القابلية على التصنيف العقلي للحدث الصادم لفهم مدايات معاني الحدث. إذ إن الاقوال والتقارير الواردة من الناجين من معسكرات الاعتقال النازية تشير إلى أن مثل هذه المواقف النشطة للتعامل كانت مفيدة.

## الأعراض وأشكال السلوكيات
الأعراض الرئيسية الشائعة لما بعد الصدمة ما يلي:
- عودة المخاوف وتكرارها بالارتباط مع معايشة الحدث.
- الافراط في (الغضب؛ وصعوبة التركيز؛ واليقظة الذهنية الزائدة إزاء محفزات الخطر؛ سهولة التخويف).
- على الرغم من أن مقومات الصدمة النفسية بعد الحادث وثابة باستمرار ولم تهدأ بعد داخليا عند المصاب،
يظهر المصاب خارجيا مسيطرا بقوة على سلوكه (لأن الصدمة النفسية قد تم معايشتها قبل الحين على شكل فقدان فائق للسيطرة).
- الخدر العاطفي (انخفاض القابلية على: الحب، الفرح، أو الحزن لجنازة)
- التحسب دوما لما هو أسوأ، كي لا يتفاجأ المصدوم ثانية، الشيء اللذي ينظر إليه من قبل الاشخاص حوله كنوع سلبي من التشاؤم المستمر.
- ردود فعل قوية على نحو غير متكافئ للتأثيرات الخارجية أو الداخلية (الناجمة عن محفزات):
على سبيل المثال، نوبات الهلع، امراض الخوف، الوساوس القهرية، سلوك جرح الذات ومتلازمة الإتكال
يمكن لهن ان تكون سمات للإضطراب النفسي الناجم عن الصدمة بالإضافة لعودة الكوابيس والفصام الثنائي.
- الإقحام، بأكثر أشكاله تطرفا الا وهو عودة ذكريات الماضي، الناجمة عن محفزات تعمل على استحضار ذكرى الصدمة الماضي مرة أخرى.
- التجنب (تجنب الأفكار والمشاعر التي قد تذكر بالصدمة، وتجنب مكان الصدمة وعدم الخروج من المنزل؛
تجنب الذكريات المؤلمة من خلال التفكك أو فقدان الذاكرة الجزئي)
- ردود الافعال الناجمة عن المحفز يمكن لها ان تظهر حتى في مراحل عمر متقدمة. المحفز هو حادث يذكر المصاب،
بالصدمة النفسية ذهنيا (عادة في شكل الخوف). مثلا صوت مفرقعات الألعاب النارية لعيد الميلاد، يمكن ان تؤدي
إلى بروز حالة ذعر عند شخص عايش هجوما بالقنابل. بينما لا يمكنه تذكر حادثة الصدمة النفسية نفسها في أكثر الاحيان،
خاصة إذا وقع الحادث في سن الطفولة.
مع مرور الوقت على حادث الصدمة النفسية تتراجع هذه الأعراض عند كثير من الاناس (تحسن أو انحسار الأعراض)،
بحيث يمكن دمج الحادث بمجريات السيرة الذاتية بأن تصبح جزء من الماضي، ويتغير سلوك هؤلاء الناس أيضا.
أذ إن التغلب على الصدمة تجعلهم أكبر سنا. ريتشارد جي تيديشي، ولورانس گ. كالهورن
Richard G. Tedeschi and Lawrence G. Calhourn
قاموا
بصياغة مصطلح
النمو أو الكبر ما بعد الصدمة
. ومع ذلك، عند بعض المصابين، لا يمكن استعادة الصحة النفسية
والشفاء ذاتيا، حتى بعد فترة طويلة، ويترتب عن ذلك تشكل اضطرابات لاحقة للصدمة قد تكون خطيرة.
هذا يمكن ملاحظته به بعد أشهر أو سنوات من حادث الصدمة وفي بعض الاحيان يمكن يرافق ذلك تغيير
في النشاط الدماغي أو العصبي.

## اضطرابات الكرب التالي للصدمة النفسية
للصدمة النفسية في كثير من الأحيان عواقب وخيمة بالنسبة للشخص المصدوم،
بدءا من الحزن والخوف إلى الاضطرابات النفسية الخطيرة. علم تشخيص الصدمة
ودراسة آثارها وخيارات العلاج من الصدمة، من بين أمور أخرى، يسمى بعلم الصدمة النفسية.

### تَشَكُل اضطرابات الكرب التالي للصدمة النفسية
بسبب عدم القدرة على التنبؤ المسبق بالأحداث الصادمة، فإنه يكاد يكون من المستحيل
دراسة الحالات العاطفية والإدراكية والعصبية الحيوية للمتضررين، قبل وبعد الصدمة مباشرة.
وبالتالي، فإن الآلية التي تؤدي إلى تشكل اضطرابات ما بعد الصدمة، مجهولة إلى حد كبير.
بالإضافة إلى ذلك، هناك دلائل على أن اضطرابات ما بعد الصدمة هي نتيجة لكل من
العمليات الفسيولوجية والنفسية والاجتماعية.
على الرغم من هذه الصعوبة، تكشف العديد من الدراسات التي اجريت لمصدومين، عن سلسلة من
الاضطرابات النفسية والعصبية. كما جرت على أساس نتائج هذه الدراسات محاولات لتطوير نماذج
يمكن لها أن تفسر تشَكُل اضطرابات ما بعد الصدمة.
نموذج الذاكرة
عند حدوث الصدمة يحدث إفراز كميات هائلة من هرمونات عصبية تؤدي إلى خلل في عمل الحُصيْن Hippocampus.
الحُصيْن في علم التشريح، جزء من الدماغ، بنية حاسمة من أجل اختزان الذاكرة ومن أجل التمثيل الحيزي للبيئة المادية
وهو لدى النساء أكبر منه لدى الرجال. الخلل في تشكل الحُصيْن تعطل إلى حد بعيد عملية الإدراك المكاني والزماني
للانطباعات الحسية على نطاق واسع. وبهذا فإن الأحاسيس لا تصنف وتخزن حسب فئات وأبواب،
ولكن تفهم هذه الأنطباعات الحسية الصوتية والبصرية، والشميّة والحركية على شكل قدر من المعلومات المفككة.
لا يتم تغذية الأحاسيس المؤلمة إلى «الذاكرة الصريحة» في الحصين وتخزينها هناك،
ولكن إلى منطقة اللوزة الدماغية «الذاكرة الضمنية» وبشكل مجزء.
عند إعادة التذكر من هذا المحتويات، فإن الذكريات تكون مجزأة.
نظام الإجهاد الهرموني
نظام الإجهاد النورأدريلياني لدى مرضى الصدمة النفسية اکثر نشاط بالمقارنة مع الأصحاء.
وهذا يؤدي إلى أعراض مصاحبة مثل الأرق، وعدم القدرة على التركيز، والإفراط في الإثارة أو العصبية.
وتشير بعض الدراسات إلى أن انخفاض هرمون الكورتيزول وإمكانية زيادة حساسية مستقبلات جلايكورتيكود.

### الاضطرابات النفسية الأولية
بعض من الاضطرابات ما بعد الصدمة النفسية الأكثر شيوعا هي ما يلي:
اضطراب التكيف
يجري تشخيص، رد فعل الإجهاد النفسي الذي يبرز عقب الأحداث التي لا تستوفي التعريف الطبي لحدث الصدمة النفسية، كاضطراب في التكيف.
هذه الأحداث تشمل مثلا وفاة أحد الأقارب أو حالة توتر مرافقة للطلاق. اضطراب التكيف يقع بين اضطراب يمكن تفهمه نظرا لصعوبة الحياتية لهذه الأحداث،
وبين نزوع للمريض نحو الاكتئاب والمخاوف.
رد فعل الإجهاد الحاد
في هذه الحالة تبرز الأعراض مباشرة بعد الحدث المُجْهد (بكسر الهاء).
اضطراب ما بعد الصدمة
يمكن الحديث عن اضطراب ما بعد الصدمة في حالة إستمرار الأعراض لأكثر من أربعة أسابيع وتحولها إلى أعراض مزمنة.
إذا استمرت الأعراض لفترة ثمانية أشهر إضافية، لا يمكن توقع زوال الاضطراب ما بعد الصدمة بشكل عفوي.
اضطراب ما بعد الصدمة المعقد
يسود في المنطقة الأنجلو أمريكية على وجه الخصوص بالارتباط مع حالة تعدد الصدمات النفسية مصطلح
اضطراب ما بعد الصدمة المعقد،
لأن هذه الصدمات النفسية تتطلب غالبا نهجا علاجيا مختلفا. لم يتكرس هذا المصطلح في البلدان الناطقة بالألمانية.
تغيير دائم في الشخصية بعد تجربة كارثية
ربما تسبب حالة تعدد الصدمات النفسية تغييرات دائمة في أنماط السلوك الفردي والعلاقات الشخصية قد تحتاج إلى أن تصنف على أنها تغييرات دائمة في الشخصية بعد تجربة كارثية.

### الاضطرابات النفسية الثانوية
تزيد الصدمة من خطر التطور إلى كل الأمراض النفسية الأخرى تقريبا. وتشمل هذه:
- اكتئاب جزئي Dysthymie
- الهجاس أو توهم العيا اضطراب جسدي الشكل
- رهاب الإختلاء Agoraphobia
- اضطراب الخوف المعمم Anxiety disorder
- سؤ استخدام الأدوية والعقاقير
- تعاطي النيكوتين
- حالات الانتحار

لا ينظر غالبا إلى الرهاب النوعي، والوسواس القهري واضطرابات الأكل كاضطرابات نفسية ثانوية،
ولكن تعتبر الصدمة عامل خطر غير مباشر لتشكيل هذه الاضطرابات النفسية أيضا.
كما ينظر إلى حادث الصدمة في حالة اضطراب الشخصية الحدية كعامل هام.

### تبعات أخرى للصدمة
العنف الجنسي يمكن أن يؤدي إلى اضطرابات في المشاعر والرغبة الجنسية (سواء على شكل كبت واحباط أو مبالغة)؛
التعذيب يؤدي لاحقا في كثير من الأحيان إلى حالات الألم مجهولة السبب.

## علاج الصدمة النفسية
يهدف علاج الصدمة معالجة المرضى الذين يحتمل ان تعرضوا لحادث صدمة نفسية.
هؤلاء المصدومون يجب ان يهدأوا، وأن يتحدثوا إلى مقربين يثقون بهم عن تلك المجريات،
والاتصال قدر الإمكان بالأطباء النفسانيين أو المعالجين الاختصاصيين، اللذين تشمل تخصصاتهم
على التأهل لعلاج الصدمة النفسية والخبرة في شكل من أشكال العلاج النفساني.

### العلاج النفسي
كل مدرسة كبيرة للعلاج النفسي (على سبيل المثال، طرق العلاج السلوكي المعرفي، وطرق العلاج السلوكي للتحليل النفساني)
لها نهجها الخاص لعلاج اضطرابات الصدمة. كما انه وبناء على فرضيات قائمة على نتائج دراسات علم النفس العصابی،
التي تميز الأناس المصدومين عن أشكال الاضطرابات النفسية الأخرى بآليات نفسانية مختلفة، تم تطوير أساليب جديدة أخرى
لعلاج الصدمة النفسية تحديدا. رغم ان الادلة غير كافية للأطروحة القائلة، بأن الأناس المصدومين لديهم آليات وفسيولوجية
مختلفة كثيرا لاضطراباتهم النفسية عن غيرها من أشكال الاضطرابات النفسية.
الهدف من عملية العلاج النفسي، هو التوصل إلى معالجة منظمة للصدمة أو الصدمات النفسية، وبالتالي حل أعراض الصدمة
النفسية أو الحد منها والسيطرة عليها. يمكن أن ينظر إلى الأساليب والمناهج المتعددة الابعاد لأحداث متعددة الأبعاد بانها تكمل
بعضها البعض. إذ إن المعلومات العصبية النفسانية الثرية الجديدة المستخلصة تساعد على تكامل هذه المناهج والاساليب المختلفة.
طريقة التحليل النفسي 
في التحليل النفسي، تتم محاولة فحص ومعالجة تأثير اللاوعي للصدمات.
المقصود بنقل الصدمة في التحليل النفسي هو، أن ينقل لنا المريض دون وعي الأحداث السابقة الخاصة به بمساعدة مقدمي الرعاية
إلى المحلل النفساني على شكل التثبت أو التركيز والتكرار. حيث يتم استحضار الصدمة كعُصاب نقل في العلاقة العلاجية ليُتَمَكّن تدريجيا تفتيتها ومعالجتها عن طريق
تحليل المقاومة والمغزى. مع ذلك فان استحضار العُصاب في علاج الصدمة ممتنع لأن التعامل المحايد للطبيب المعالج يقوي
نزعة لوم الذات عند المعالج أو لأن ذلك يشجع على عودة الذكريات المرهقة لواقع القضية، مما قد يعمل على إعادة حدوث الصدمة.
بدلا عن ذلك، هناك حاجة إلى «تفاهم تفاعلي» في العلاقة العلاجية. تتطلب علاقة العمل ان تكون مرنة من قبل المعالج في التنقل بين التقمص،
والتنآي أو الابتعاد، بينما ينظر من جهة أخرى إلى الجهة المقابلة للنقل على كونها مساعدة فهم تفاعلية من قبل الطبيب المعالج. كما يجب أخذ
احتمال حدوث مطبات خاصة في نقل الأحداث عند علاج الصدمة بنظر الاعتبارا، مثل اختبارات العلاقة اللاواعية كسؤ تصرف محتمل من
قبل الطبيب المعالج. كما ان تعاملا كفؤا بين الشخص الناقل والشخص مقابل الناقل بين اشياء أخرى ضروري، لأن الأطباء المعالجين انفسهم يكونون في خطر ان يصابوا
بالصدمة بالنيابة. هذا يحصل جراء فيض مباشر من المقاربة الكبيرة في مواد الصدمة ومن خلال التسلل الغير مباشر عبر الجدارالواقي المعرفي
عند المسافة البعيدة والتنآي.
طرق الخيال أو التصور 
في طرق الخيال أو التصور Imaginative Psychotherapie يتم الاستفادة من الطبقات العميقة من النفس من خلال استخدام الصور الذهنية،
ومسارات المعالجة الحالمة والتعامل مع الأجزاء والجوانب الداخلية. وبذلك نقترب من مستوى عميق من المعالجة.
مثال على طرق الخيال أو التصور هو الخيال الديناميكي النفسي لعلاج الصدمة، وعلاج حالة الانا Ego-State-Therapie.
علاج النهج السلوكي Behaviour therapy
يستخدم العلاج السلوكي لتجاوز آليات الحماية المدربة التي تفرض نفسها في الحياة اليومية، وحلها.
من عناصر العلاج السلوكي الرئيسية خاصة ما يسمى بالزناد Trigger، الذي يشكل المحفز الداخلي أو الخارجي للصدمة،
والتي تتسبب في سلسلة من ردود افعال غير المرغوب فيها. العلاج السلوكي يحاول تحديد هذه العناصر الواحدة
تلو والاخرى على انفراد، التي تتسبب في رد فعل صادم، وفصل رد الفعل عن المحفز، للتوصل وتحقيق التخلص
من اعراض الصدمة.
العلاج التشكيلي Gestalt therapy
نهج العلاج التشكيلي Gestalt therapy يتجنب النظر إلى الجسم والعقل والنفس بشكل منفصل.
لأن هذه المستويات الثلاثة تؤثر على بعضها البعض بعملية تبادلية لذا يجب اخذهن في العلاج بنظر الاعتبار.
علاوة على ذلك، يجب النظر إلى الشخص داخل بيئته الاجتماعية.
حدود الاتصال بين الفرد والبيئة تلعب أهمية خاصة، لأن اضطرابات الاتصال مع الذات أو مع العالم الخارجي
حسب نظرية العلاج التشكيلي، تنتج عنها القمع والحرمان من الاحتياجات الطبيعية، التي يمكن أن تؤدي
إلى إشكاليات في السلوك والتجارب الحياتية.
في بعض حالات الصدمة، مثل الاعتداء الجنسي، قد يحدث أن حدود الاتصال لم يعد ليُشعَر بها من قبل الضحية
بعد الهجوم وتفشل الطرق التقليدية للعلاج التشكيلي، لأن القوى الذاتية المنتظمة للشخص المعني لا يمكن تفعيلها.
لذا يتوجب تعديل العلاج التشكيلي بقدر، لتعطي الشخص المصاب فكرة، إن هناك شيء من قبيل حدود (الاتصال بين الفرد والبيئة) والحاجات الطبيعية.
كما يتوجب استخدام تقنيات العلاج التشكيلية مع حذر خاص،
لتعزيز قابلية التعبير عن المشاعر، مثل مشاعر الغضب والكراهية والعدوان،
بحيث يستطيع الشخص المصاب التعبير عنها في أي وقت وبحيث ان لا يكون لديه ما يدعوه للقلق في طغيان هذه المشاعر عليه.
وبالمثل، يمكن أن تبرز مصاعب في تعزيز الإدراك بالذات والجسم، حين يتحول الانتباه إلى إشارات للجسم، بالارتباط مع حدث الصدمة التي
تم معايشتها كعار يتوجب اخفائه.
أساليب السرد 
كثيرا ما تتولد لدى المصابين بصدمات نفسية رغبة داخلية ملحة
لوضع العناصر المفقودة أو المعزولة من الصدمة في سياق قصة،
وإضفاء مغزى أو معنى عليه ودمج ذلك في قصة حياتهم الشخصية.
تهدف أساليب علاج السرد، أن تتناول هذه القصة التي يمكنها ان
تشمل جميع عناصر الصدمة بحيث يخفف المشاعر القوية وردود
الفعل الجسدية لدى المصاب. هنالك أدلة تجريبية لابأس بها حاليا
على فعالية العلاج بالعرض والسرد في في حالة
الصدمة المفردة والصدمات المتعددة. هذه الطريقة للعلاج ينصح بها دوليا
من قبيل المعهد الوطني للصحة والنقاهة السريرية
المعهد الوطني للصحة وتفوق الرعاية
.
حساسية حركة العين وإعادة المعالجة EMDR: Eye Movement Desensitization and Reprocessing
من العناصر الرئيسية لهذا العلاج هو ما يسمى ب «التحفيز الثنائي».
يفهم منه التحفيز المكثف لكلا نصفي الدماغ من خلال حركات العين، أو النغمات أو لمس قصير.
ويهدف إلى تحرير، ذكريات محظورة أو غير متكاملة كليا، ليزود بها عملية العلاج.
لقد تم تطوير هذه الطريقة من قبل فرانسين شاپيرو، التي لاحظت صدفة في أثناء التنزه أنه من
خلال الحركات السريعة للعين قد تضائل الخوف وأن الذكريات الصادمة لتشخيص سابق للسرطان قد تغيرت.
وهكذا طورت طريقة للمعالجة للتزويد بالذكريات الصادمة بمساعدة التحفيز الثنائي. هكذا يمكن الحصول
على صورة متكاملة سريعة وعميقة لمجريات حدث الصدمة عن طريق معلومات معالجة أكثر فعالية.
إستخلاص المعلومات 
طريقة استخلاص المعلومات عملية استخلاص المعلومات، هي طريقة مثيرة للجدل، تتم استخدامها للأحداث الجماعية. حيث
يتم سرد قصة الحدث في دائرة المصدومين مرة تلو والأخرى من قبلهم لحينما تفتر الإثارة تماما
من هذا السرد ويتم الحصول على قدر من تكامل قصة الحدث.
انها أقرب إلى فعل الإغاثة عن كونها طريقة للعلاج.
هذا النهج يجلب النجاح عند الناس الذين لديهم حاجة للحديث عن قصة الحدث؛
فيما تعمق هذه الطريقة من صدمة الحدث عند آخرين وتزيد من صعوبة العلاج لديهم.
طرق المعالجة البدنية 
على سبيل المثال
المعانات الجسدية Somatic Experiencing،
نماذج العلاج المتمحورة حول الصدمة ونماذج العلاج المتمحورة بدنيا
العلاجات الإبداعية 
مثل العلاج عن طريق الفن علاج بالفن
طرق وأساليب أخرى
على سبيل المثال طرق علم الصدمة النفسية على مدى أجيال متعددة

### العلاج الدوائي
في حالات اضطراب محددة أو عند شدة أعراض من درجة معينة، يتوجب العلاج الدوائي لإضطرابات ما بعد الصدمة.
إذ بالإضافة إلى العلاج النفسي يتم استخدام الدواء.
ادوية الأمراض النفسية Psychiatric medication تعمل على توازن عمل الناقلات العصبية في الدماغ، وبالتالي تؤثر ايجابيا على وظائف المخ للمريض.
يمكن بعد تحليل الفحوصات السريرية تحديد أي من نظام اجهزة الايعازات للنظام العصبي تستوجب التأثر (بالعقاقير) أكثر
ليخفض الأعراض المرتبطة بالصدمة ولتنظم فسيولوجيا التوتر.
ولأن أيا من هذه الأدوية لا تعمل على رفع الأسباب، فإنها لا يمكن أن تحل محل علاج الصدمة النفساني،
ولكن الأدوية هذه يمكن لها تساعد على الإستعداد للعلاج النفساني وان ترافقها. اختيار الدواء المعين تقوم على
ماهية الشكاوى التي يعاني منها الشخص المصدوم أكثر. بل لم يتم التوصل بعد إلى نجاح مماثل للعلاج الدوائي النفساني،
كما هو الحال في علاج الفصام. يرى المنتقدون مثل أولريش ساكسه ان عملية وصف الدواء لمرضى الصدمة النفسية
عاجزة عن معالجة الأزمات بذاتها فيما لا يمكن من جهة أخرى المجازفة بالنصح بالتوقف عن تناول الدواء
بعد التعافي من الأزمة.
مهدئات للأعصاب 
المهدئات الموصوفة الأكثر شيوعا تنتمي إلى فئة بنزوديازيبين. وتشمل الأسماء التجارية المعروفة Tranxilium، Alzepram.
البنزوديازيپين تعمل على التقليل من الخوف بشكل مؤكد ويمكن أن تخلق شعورا لطيفا من الهدوء والسكينة.
كما انها فعالة على وجه الخصوص ضد أعراض الإثارة المفرطة ذات الصلة بالصدمات مثل سرعة الانفعال، والأرق والفزع.
وهي ذات تأثير فوري غالبا ولها أعراض جانبية قليلة.
الا انه لا يمكن القول بنجاح هذا النوع من الدواء مع مرور الوقت على المعالجة به.
إذ تجدر الإشارة بوجه خاص لمخاطر عالية في الإدمان عليها.
في حالة أخذ هذا النوع من الأدوية لمدة أطول من حوالي ستة أسابيع متواصلة هنالك مخاوف، من الإدمان البدني بالإضافة للإدمان النفسي عليه.
سبب، لماذا هذا النوع من الدواء مازال يوصف من قبل العديد من الأطباء ربما يرجع، من بين أمور أخرى، إلى أن العديد من الأطباء
لم يطلعوا عن إمكانيات أدوية مضادات الاكتئاب الحديثة.
مضادات الاكتئاب 
مصطلح الأدوية المضادة للاكتئاب تشير إلى الأدوية المستخدمة لعلاج الاكتئاب.
معظم مضادات الاكتئاب
مضاد اكتئاب
هي من قبيل الناقلات العصبية Noradrenalin و Serotonin.
نتائج البحوث الأساسية تشير إلى أن العديد من الأعراض المرتبطة بالصدمة تُرجٍع ذلك إلى
اضطراب في توازن هارمونات السيروتونين وبأن مضادات الاكتئاب قادرة على التعويض عن هذا الخلل.
مضادات الاكتئاب تؤثر على تحسن الحالة المزاجية والحد من المخاوف.
بعض مضادات الاكتئاب لها تأثير رافع والنشاط، فيما إن البعض الآخر محياد أو مخفض للنشاط.
الأخيرة (أي ذو تأثير جانبي مخفض للنشاط) تستخدم أساسا عند الذين يعانون من عدم الهدوء الحراكي المفرط.
يظهر تأثير العديد من هذه العقاقير بعد فترة من 1-6 أسابيع تبعا للعنصر الداخل في تركيبه.
يمكن تقسيم مضادات الاكتئاب أساسا إلى فئتين رئيسيتين:
- مضادات الاكتئاب ثلاثية الحلقات

في الأيام الأولى من أبحاث فعالية المعالجة، النفسية الدوائية، للاضطرابات المرتبطة بالصدمة عند قدامى المحاربين
عولجوا بعقاقير مختلفة من مجموعة مواد تسمى مضادات الاكتئاب ثلاثية الحلقات
مضاد اكتئاب ثلاثي الحلقات
من قبيل Amitryptilin و Imipramin.
كلاهما يهجم على السيروتونين، ويؤدى إلى تحسن ملموس في جميع معالم أعراض المرض.
فيما ان Desipramin لم يكن مقنعا.
- كابح إعادة امتصاص السيروتونين الانتقائي

ادوية Selektive Serotonin-Wiederaufnahmehemmer
مثبطات استرداد السيروتونين الانتقائية تمنع امتصاص السيروتونين في الخلايا العصبية، وتضمن تعويض النقص في السيروتونين
ويعتبر هذا النوع من الادوية الخيار الأمثل لكلا علاج الحالات الحادة وكذلك العلاج على المدى الطويل لإضطراب ما بعد الصدمة.
خلافا لمضادات الاكتئاب ثلاثية الحلقات، فهي مقبولة عموما، وليس لها أي آثار جانبية معينة على anticholinerg.
فيما يتعلق بفعاليتها في معالجة الاضطرابات المرتبطة بما بعد الصدمة يوجد نتائج مقنعة لها عند دراسة مجاميع كبيرة من المتعالجين.
ادوية SSRI يمكن أن تقلل من الذكريات المؤلمة (ذكريات الماضي)، وتفيد في معالجة سلوك التجنب، ولكن تقلل أيضا من افراط النشاط.
هذا ويمكن أن يساعد عند عملية المعالجة في العلاج النفسي أو التمهيد له.
وقد قدمت أدلة لفعالية Fluoxetin بمقدار (20-80 ملغ)، Paroxetin بمقدار (20-50 ملغ)
Sertralin بمقدار (50-200 ملغ، جرعات متوسطة بين 100-150 ملغ).
حيث خفضت الأعراض في الغالب بعد 2-4 أسابيع.
في ألمانيا، يسمح فقط لمادة Paroxetin لعلاج مرضى اضطراب ما بعد الصدمة.
- مضادات أخرى للاكتئاب

لا توجد حول Mirtazapin، Bupropion، Trazodon دراسات. وقد تبين تأثير مشابه كما Sertralin
مضادات الذهان
مضادات الذهان تتدخل في عمل نقل الإيعاز المشبكي في المخ
synaptic neurotransmission
عن طريق منع انتقال موعزات النظام العصبي، الدوپامين Dopamin،
بحيث ان الأخيرة لا تستطيع تنشيط مستقبلات ما بعد المشبكية.
وبالتالي فإنها تعمل مطمئنة جزئيا وتصلح للحد من جميع أنواع الحالات النفسانية.
بالإضافة إلى ان تاثير مضادات الذهان تتكامل مع تأثير المستقبلات مثل Serotonin, Acetylcholin, Histamin و Noradrenalin .
يُجدَرالإشارة هنا إلى مضادات الذهان النمطية مثل التي تؤثر على الأعراض الإيجابية للفصام (على سبيل المثال، الهلوسة والاوهام).
هنالك عقاقير غير تقليدية أحدث من مضادة الذهان النمطية تعمل على الحد جزئيا من بعض ما يسمى بالأعراض السلبية لمرض الفصام
(إذ تعمل العقاقير الأخيرة هذه ضد انخفاض النشاط واضطرابات التركيز).
كما حقق استخدام مضادات الذهان الغير نمطية عندالمرضى المصابين بصدمات نفسية، ذات أعراض نفسانية (على سبيل المثال، اضطرابات الأوهام)
أو في الحالات التي لم تكن الـ SSRI فاعلة بشكل كافي، نجاحات واضحة. ومع ذلك، لا توجد دراسات محكمة مبنية على تجارب عشوائية.

## التأثير على حياة المصدومين
غالبا ما تؤثر الصدمة إلى حد كبير على حياة المتضررين. يتناوب الناس المصابين بصدمات نفسية بين
محاولة تجنب ذكريات الإصابة النفسية وعواقبها (إلى حد التفكك أوحالات ما يشبه الغيبوبة) من جهة،
والمباغتة بالهجوم المفاجئ للذكريات (ما يسمى بالارتجاع) من جهة أخرى.
الذكريات هذه غالبا ما تُستَرَد إلى الوعي بسبب لمحة، احاسيس معينة أو مشاعر، أوروائح أو بتأثير عوامل محركة محددة تذكرنا بالصدمة
(الزناد Trigger) لتؤدي إلى ردود فعل على شكل أحساس خاصة بالمخاوف، دون أن يُعــْـزي الشخص المعني غالبا ذلك إلى حادث الصدمة النفسية.
حتى إن هذا يمكن أن يسبب، في أن يرفض بعض الأشخاص المساعدة الطبية اللازمة على سبيل المثال، لأن هؤلاء الذين يعانون من الصدمات النفسية
يرون ذلك، على أنه خطأ في الإجراءات العادية، ويتجاهلون الوضع ببساطة، ويعتبرونها غير موجودة أصلا (الرفض والتنكر) ليوحوا لأنفسهم بأن
جميع الأمور عادية وكل شيء طبيعي. يتحكم ذلك بالسلوك اللاوعي، ويصوغ هذا جزئيا شكل العادات التلقائية للاستجابة الوقائية، المدربة ذاتيا،
على مدى سنوات بهدف تجنب الصدمات النفسية مجددا. مشكلة أخرى للأناس المرضى، هو شعورهم بأنهم أسرى أدوارهم التي تترسخ في محيطهم
الاجتماعي. على الرغم من أن التجربة المؤلمة تكون قد تركت بقوة أثارا معينة تاركة انطباعات دائمة ومستمرة لا يعيها الشخص المصدوم،
لا وقت الحدث ولا في وقت لاحقا. علاوة على ذلك، قد يحدث أن التجربة المؤلمة يلفها النسيان لفترة طويلة كليا وبشكل دائم، دون ان يدرك المصابون
حاليا خطورة إصابتهم المرضية وجراحهم النفسية.

## صدمات من نوع خاص
الصدمات النفسية للحرب والصدمات النفسية للحرب عند الأطفال 
بالإضافة إلى الآثار المدمرة المباشرة للحرب (على سبيل المثال، القصف والإصابات البدنية)
تعمل عواقب الحروب (على سبيل المثال فصل الأسر والمراجع العائلية (كالوالدين أو الأوصياء)، فقدان الوطن، سوء التغذية، والانحدار إلى مستويات ما دون الفقر)
على تَشَكُل الاضطرابات الإحاقة المرتبطة بالصدمة.
بالإضافة إلى جنود الجبهة الأمامية يكون الأطفال خاصة بسبب الضعف الكبير المتعلق بأعمارهم مهددون بتَشَكُل اضطرابات ما بعد الصدمة.
إن احتياجات واهتمامات الأطفال في ظل فوضى الحرب لا تجد في كثير من الأحيان الانتباه الكافي،
لأن الانتباه يكون منصبا على القابلية القتالية للجنود والأعراض المرضية لديهم.
ان عواقب صدمات الحرب في مرحلة الطفولة يمكن لها أن تظهر على المدى الطويل عند سن 60 سنة كشكل من الاشكال المتأخرة
لاضطرابات ما بعد الصدمة، في حالة مرافقة مرحلة الشيخوخة مشاكل وأعباء إصافية (مثل التقاعد، مغادرة الأولاد للمنزل، وفاة شريك).
حتى في القرن21 يتم البحث عن، ويعرض العلاج النفسي، على أطفال الحرب العالمية الثانية.
بل وقد لوحظ ان هنالك حتى من الجيل اللاحق ممن قد ورث صدمات الحرب.
الصدمات النفسية للأطفال في المستشفيات 
كان لا يسمح للأطفال الصغار في المستشفيات في السبعينيات والثمانينيات أن يزورهم والديهم، لذا تشكل عند هؤلاء الأطفال الصغار والرضع
صدمات الهجر والإهمال النفسية مع عواقب فورية أو لاحقة.
في بعض الأحيان لم يتم تعرف الأطفال على آبائهم مرة أخرى، ولم يعاودوا العلاقات العميقة ثانية أو تشبثوا بشدة.
يمكن بعد ذلك في مرحلة البلوغ ان تحدث ردود فعل عاطفية قوية غير متكافأة عند ابتعاد شخص مقرب.
إذا لحق فقدان عزيز فقدان عزيزا آخر تنشط غالبا صدمة الهجر الأولى ثانية.
سوء معاملة الأطفال
قد تتسبب الصدمة النفسية في مرحلة الطفولة هنا من بين أمور أخرى بسبب العنف الجسدي والاعتداء الجنسي مع أو بدون اغتصاب،
ولكن أيضا بسبب الإهمال البدني، والإساءة العاطفية.
في كثير من الأحيان لا يُعطى الأهمية الكافية في المجتمع لأضرار الشكلين الأخيرين من سوء المعاملة.
إن تجارب على الحيوانات ابرزت تغيرات هيكلية عصبية في الدماغ ناجمة عن تجربة عاطفية في السنوات الأولى من الحياة، والتي بقيت مدى الحياة.
الصدمة النفسية العنفية في مرحلة الطفولة والمراهقة - ما إذا كان لمرة واحدة أو لفترة طويلة - غالبا ما تؤدي إلى اضطرابات عميقة في
شخصية الضحية، والتي تتجاوز الأعراض العامة من اضطرابات ما بعد الصدمة.
عند النشأة في ظل أسرة أو بيئة اجتماعية تمارس العنف، تؤثر الصدمة النفسية أيضا على تشكل علامات تربوية، تتكرس لاحقا في شكل التفكير،
والشعور، والعمل والتواصل الاجتماعي ومنظومة القيم.
يتوجب ان يكون حدث الصدمة اقوى بكثير ليؤدي إلى نفس التغييرات في تركيبة الشخصية عند الكبار لأن الشخصية تكون قد تماسكت في مراحل البلوغ.
ولكن من حيث المبدأ يمكن للبالغين ان يعانون كل العواقب كما الأطفال والشباب.
الصدمة والتعلق
الأطفال الذين تعرضوا للصدمة من قبل أولياء أمورهم، يظهرون جملة من أشكال الارتباط المشوش والتعلق الغير آمن أو الغير مستقر.
الأطفال اللذين لم يتعالج أحد من أولياء أمورهم من حادث صدمة نفسية قد أصيب ولي الأمر بها، تظهر لديهم سلوكيات مشابهة.
تركز، الابحاث الخاصة بالتعلق، على العلاقة بين صدمة الوالدين، والتعلق المهزوز عند الأطفال الصغار.
بسبب توريث الصدمة النفسية عبر الأجيال، فانه لمن المهم عند دراسة الأطفال الذين يعانون من اضطرابات التعلق أو الارتباط (مثل عند تشوه القاعد الآمنة Secure base distortion)
أخذ جيل سابق بنظر الاعتبار. كما يتوجب الانتباه إلى احتمال انتقال خبرة الصدمة عبر الأجيال من الأمهات المصابات بصدمات نفسية، قد تم تشخيص اضطراب ما بعد الصدمة لديهن، إلى الأطفال.